# Меткаф (Іллінойс)
Меткаф (англ. Metcalf) — селище (англ. village) в США, в окрузі Едґар штату Іллінойс. Населення — 139 осіб (2020).

## Географія
Меткаф розташований за координатами 39°47′59″ пн. ш. 87°48′34″ зх. д. / 39.79972° пн. ш. 87.80944° зх. д. (39.799754, -87.809438).  За даними Бюро перепису населення США в 2010 році селище мало площу 1,78 км², уся площа — суходіл.

## Демографія
Згідно з переписом 2010 року, у селищі мешкало 189 осіб у 74 домогосподарствах у складі 48 родин. Густота населення становила 106 осіб/км².  Було 88 помешкань (49/км²).
Расовий склад населення:
| - 99,5 % — білих - 0,5 % — корінних американців |

До двох чи більше рас належало 0,0 %. Частка іспаномовних становила 0,0 % від усіх жителів.
За віковим діапазоном населення розподілялося таким чином: 29,6 % — особи молодші 18 років, 60,3 % — особи у віці 18—64 років, 10,1 % — особи у віці 65 років та старші. Медіана віку мешканця становила 36,1 року. На 100 осіб жіночої статі у селищі припадало 90,9 чоловіків;  на 100 жінок у віці від 18 років та старших — 87,3 чоловіків також старших 18 років.
Середній дохід на одне домашнє господарство  становив 40 551 долар США (медіана — 26 875), а середній дохід на одну сім'ю — 49 518 доларів (медіана — 34 500). Медіана доходів становила 46 250 доларів для чоловіків та 16 563 долари для жінок. За межею бідності перебувало 29,1 % осіб, у тому числі 39,6 % дітей у віці до 18 років та 20,8 % осіб у віці 65 років та старших.
Цивільне працевлаштоване населення становило 76 осіб. Основні галузі зайнятості: освіта, охорона здоров'я та соціальна допомога — 26,3 %, виробництво — 18,4 %, транспорт — 17,1 %.